# Sân bay quốc tế Eduardo Gomes
Sân bay quốc tế Eduardo Gomes (IATA: MAO, ICAO: SBEG), là một sân bay ở Manaus, Amazonas, Brasil. Sân bay này thuộc quản lý của Infraero. Sân bay này được đặt tên theo tên của nhà chính trị, quân sự Brasil Eduardo Gomes. Sân bay Eduardo Gomes có 2 nhà ga, nhà ga 1 quốc nội và nhà ga 2 quốc tế. Sân bay này được khai trương tháng 3 năm 1976. Năm 2007, sân bay Eduardo Gomes đã phục vụ 2.063.872 lượt khách với 44.303 lượt chuyến, là một trong những sân bay bận rộn nhất ở Brasil..

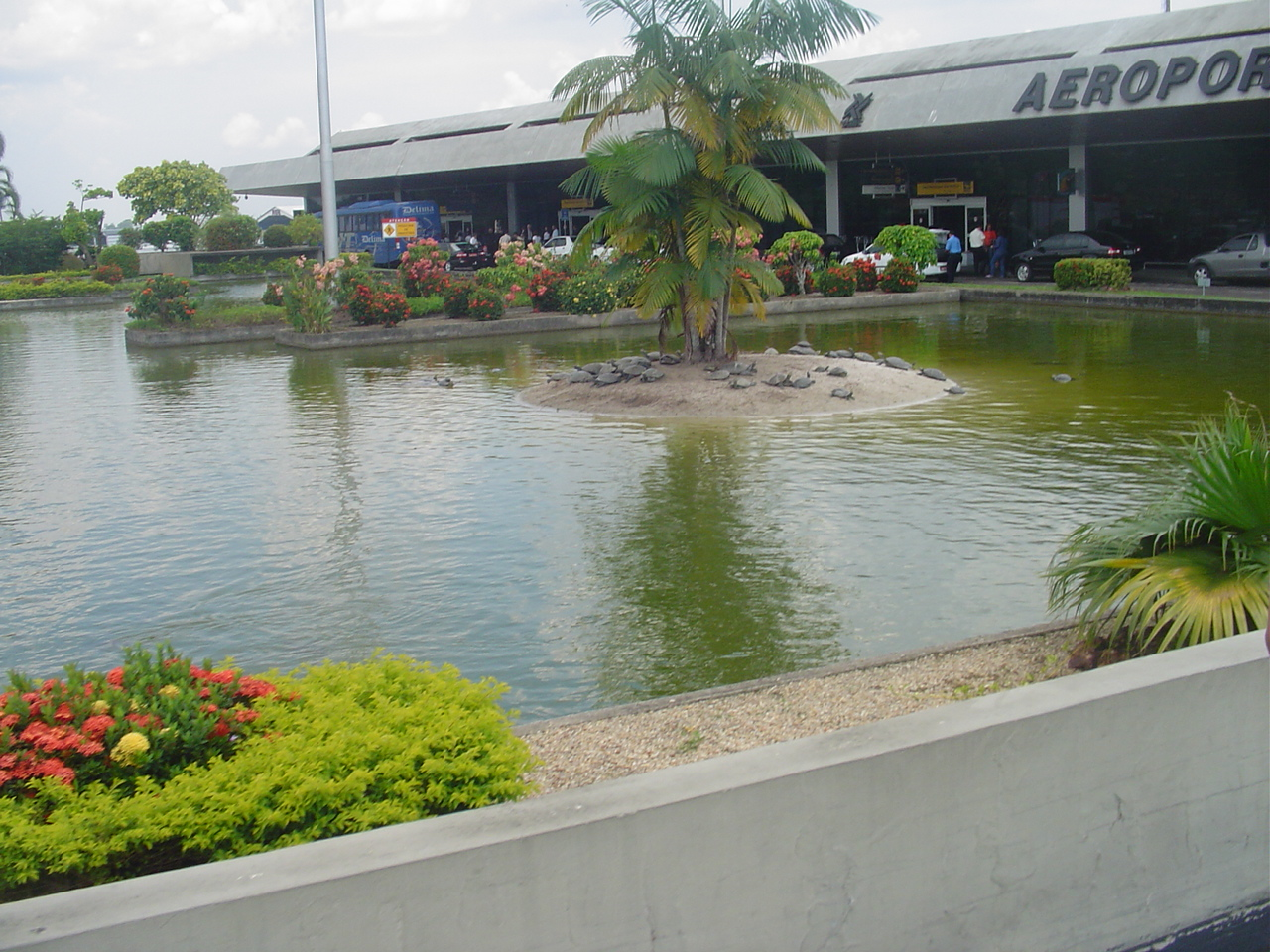
Sân bay quốc tế Eduardo Gomes

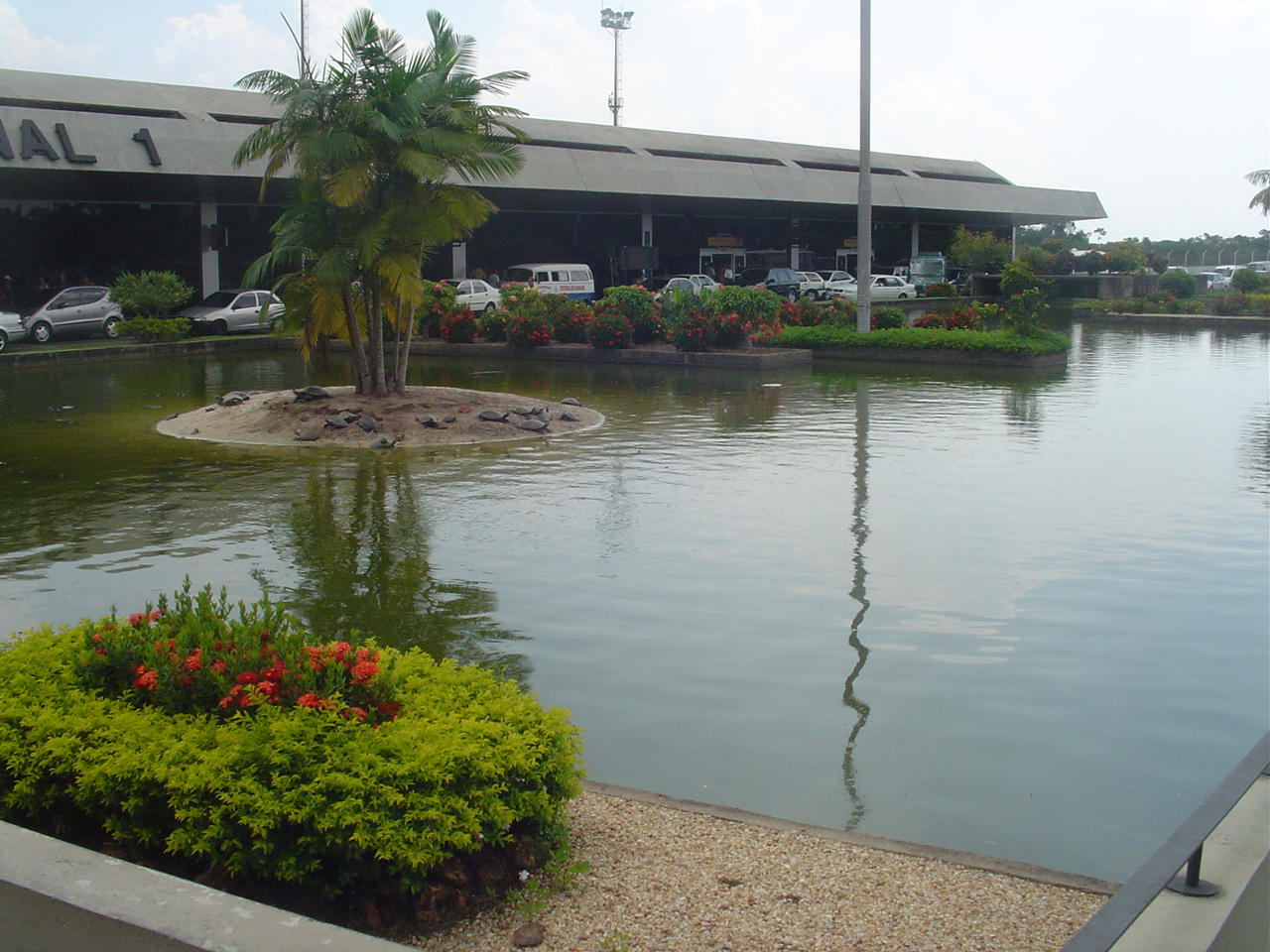
Sân bay quốc tế Eduardo Gomes

## Các hãng hàng không và các điểm đến
Nhà ga 1
- Copa Airlines (Panama City)
- Gol Transportes Aéreos (Belém, Boa Vista, Brasília, Cruzeiro do Sul, Fortaleza, Porto Velho, Recife, Rio Branco, Rio de Janeiro-Galeão, Salvador, Santarém, São Paulo-Guarulhos)
- Rico Linhas Aéreas (Belém, Borba, Itaituba, Parintins, Porto Velho, Santarém, Tabatinga, Tefé)
- TAME (Quito)
- TAM Airlines (TAM Linhas Aéreas) (Belém, Boa Vista, Brasília, Caracas, Fortaleza, Miami, Recife, Salvador, Santarem, São Luis, São Paulo-Congonhas, São Paulo-Guarulhos)
- Varig (São Paulo-Guarulhos, Rio de Janeiro-Galeão, Brasília, Bogotá)

Nhà ga 2
- Rico Linhas Aéreas (Belém, Borba, Itaituba, Parintins, Porto Velho, Santarém, Tabatinga, Tefé)
- Total Linhas Aéreas (Araguaina, Carajas, Tucurui, Belém, Santarém, Parintins, Porto Trombetas)
- TRIP Linhas Aéreas

## Tai nạn và sự cố
- Ngày 30 tháng 9 năm 2006, chuyến bay 1907 của Gol Transportes Aéreos bay từ Manaus đi Rio de Janeiro qua Brasilia, đã đâm một chiếc Embraer Legacy trên không và rơi, tai nạn này làm 154 người thiệt mạng.